# William Baffin

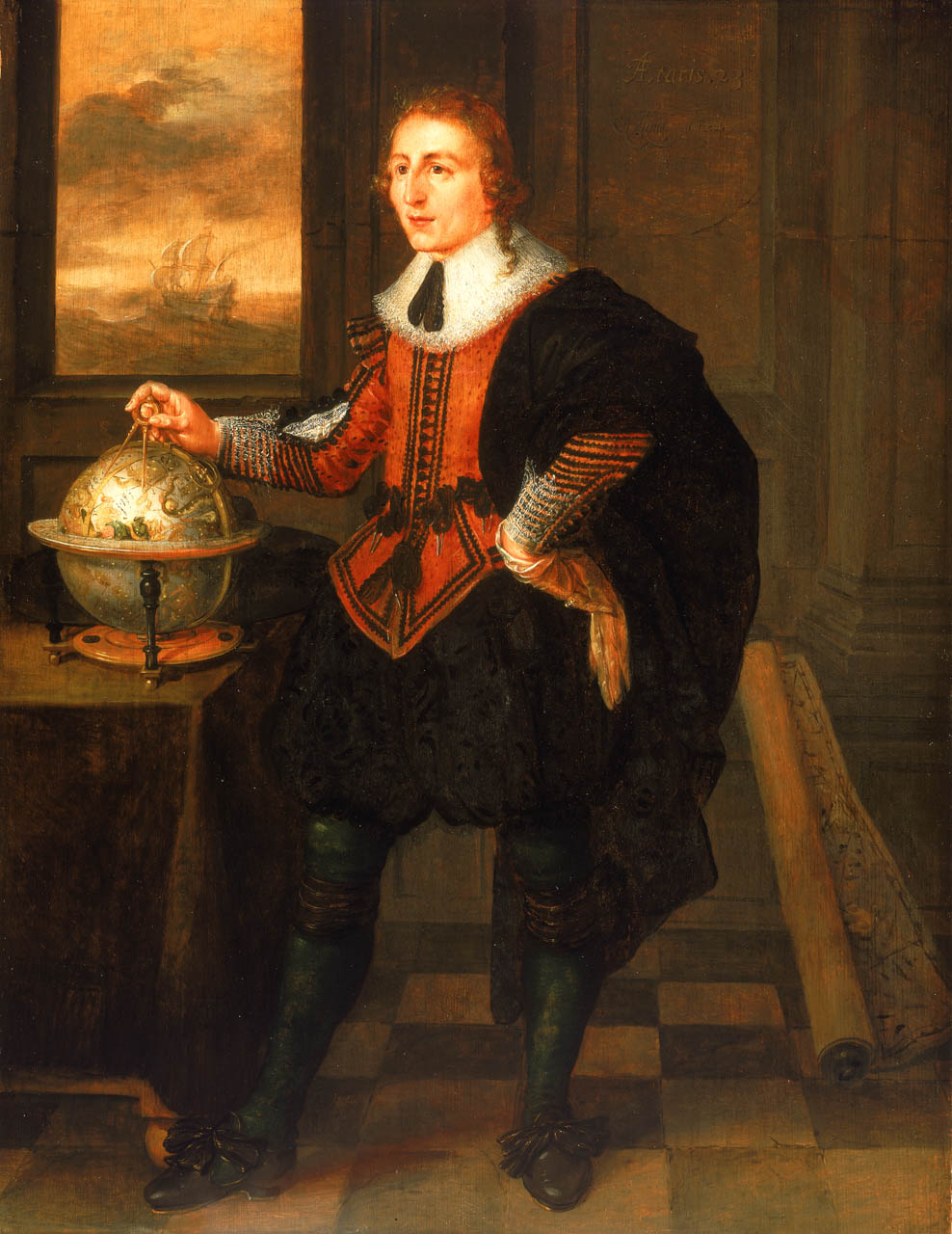
William Baffin
(1624), Hendrik vander Borght, NMM

William Baffin (Londen, 1584? – Qishm, Perzië, 23 januari 1622) was een Britse zeevaarder en cartograaf, bekend geworden door twee ontdekkingsreizen naar Noord-Canada, op zoek naar de Noordwestelijke Doorvaart.

## Levensloop
Vrijwel niets is bekend over Baffins leven tot 1612. In dat jaar nam hij deel aan een ontdekkingsreis, geleid door James Hall, naar de westkust van Groenland. In de volgende drie jaren voer hij ieder jaar naar Spitsbergen in verband met de opkomende walvisvaart naar deze streken. Hij bereikt de noordwestpunt van Spitsbergen en stelde vast dat er tussen Spitsbergen en Groenland geen land lag.
In 1615 nam hij deel aan een reis onder leiding van Robert Bylot op zoek naar de Noordwestelijke Doorvaart. Ze kwamen langs Groenland en het huidige Baffineiland, voeren door de Straat Hudson, en onderzochten het Foxe Channel op zoek naar een doorvaart naar het Noordwesten. Baffin maakte metingen van de lengtegraad met gebruik van metingen aan de maan, volgens principes die weliswaar eerder ontwikkeld waren, maar nog niet daadwerkelijk toegepast. De nauwkeurigheid van Baffins lengtegraadmetingen en metingen aan het getij waren voor William Parry 200 jaar later reden het Baffineiland naar hem te noemen.
In 1616 maakten Bylot en Baffin een tweede reis. Dit keer voeren ze langs de westkust van Groenland noordwaarts, en bereikten de later naar hem genoemde Baffinbaai. Hun noordelijkste punt was 78°NB, waarna ze via de westkust van Baffinbaai en Straat Davis weer terugkeerden. Uit deze reis werd geconcludeerd dat Straat Davis geen hoop bood op een Noordwestelijke Doorvaart.
Samuel Purchas, die de resultaten van deze reis publiceerde, vond het echter te kostbaar ook Baffins kaart te publiceren, en ook het verslag werd flink door de mangel gehaald, waardoor Baffins ongetwijfeld waardevolle wetenschappelijke waarnemingen niet voor het nageslacht behouden bleven. Op de kaart van Luke Foxe uit 1632 staat de Baffinbaai aangegeven, maar latere kaartenmakers hielden het bij een vage omtrek, of lieten het gebied zelfs helemaal open. Pas toen John Ross in 1818 Baffinbaai opnieuw onderzocht, werd vastgesteld dat Baffins waarnemingen opvallend nauwkeurig geweest waren.
Nadien trad Baffin in dienst van de Britse Oost-Indische Compagnie. In 1617-1619 maakte hij een reis naar Surat, en bracht de Perzische Golf en de Rode Zee in kaart. In 1621 keerde hij terug naar het gebied, en stierf bij een gezamenlijke Brits-Perzische militaire actie om het fort op het eiland Qishm in de Perzische Golf, bezet door Portugezen, in te nemen.
- Bibsys: 11013336
- Bibliothèque nationale de France: cb151286481 (data)
- CiNii: DA1798986X
- Gemeinsame Normdatei: 100852254
- International Standard Name Identifier: 0000 0000 7368 175X
- Library of Congress Control Number: no2013104797
- Nederlandse Thesaurus van Auteursnamen: 073156922
- Réseau des bibliothèques de Suisse occidentale: 02-A002959999
- Système universitaire de documentation: 220906432
- Virtual International Authority File: 15125064
- WorldCat: E39PBJfrPHx3YyvFCKRcVgmrv3